# Slovanská Lincolnova střelecká rota
Slovanská Lincolnova střelecká rota (anglicky Lincoln Riflemen of Slavonic Origin, původně Slovanská setnina) byla vojenská jednotka českých dobrovolníků bojujících v Americké občanské válce.

## Historie
Setnina vznikla z popudu slovenského vojenského důstojníka Gézy Mihaloczy v Chicagu. První schůze k založení setniny se konala dne 16. října 1860. Spolek měl 50 členů, kteří od této schůze pravidelně cvičili. Mihaloczy napsal dopis prezidentu Lincolnovi, aby jednotka mohla nést jeho jméno. Ten souhlasil a sbor byl 9. února 1861 přejmenován na Slovanskou Lincolnovu střeleckou rotu.
První ustavující schůze se konala 22. února 1861. Do bojů byla jednotka nasazena 21. dubna 1861, z Chicaga však odešlo pouze 12 mužů, přičemž k doplnění stavu byli přibráni i němečtí dobrovolníci z Chicaga. Ostatní buď dostali strach, nebo se jednalo o otce rodin, kteří zůstali doma.
V četě tak zůstal kapitán Géza Mihaloczy, poručíci Antonín Kováč a Filip Ferdinand, seržanti Alois Uher a Eduard Kafka a vojíni Josef Neuman, František Kouba, František Kukla, Josef Dvořáček, Josef Bláha, Prokop Hudek, Adolf Chládek, František Smola, Josef Novák a Václav Jurka.
Rota do bojů výrazněji nezasáhla a již na začátku občanské války se rozpadla a jednotliví dobrovolníci bojovali v jiných jednotkách.